# Aleš Cibulka

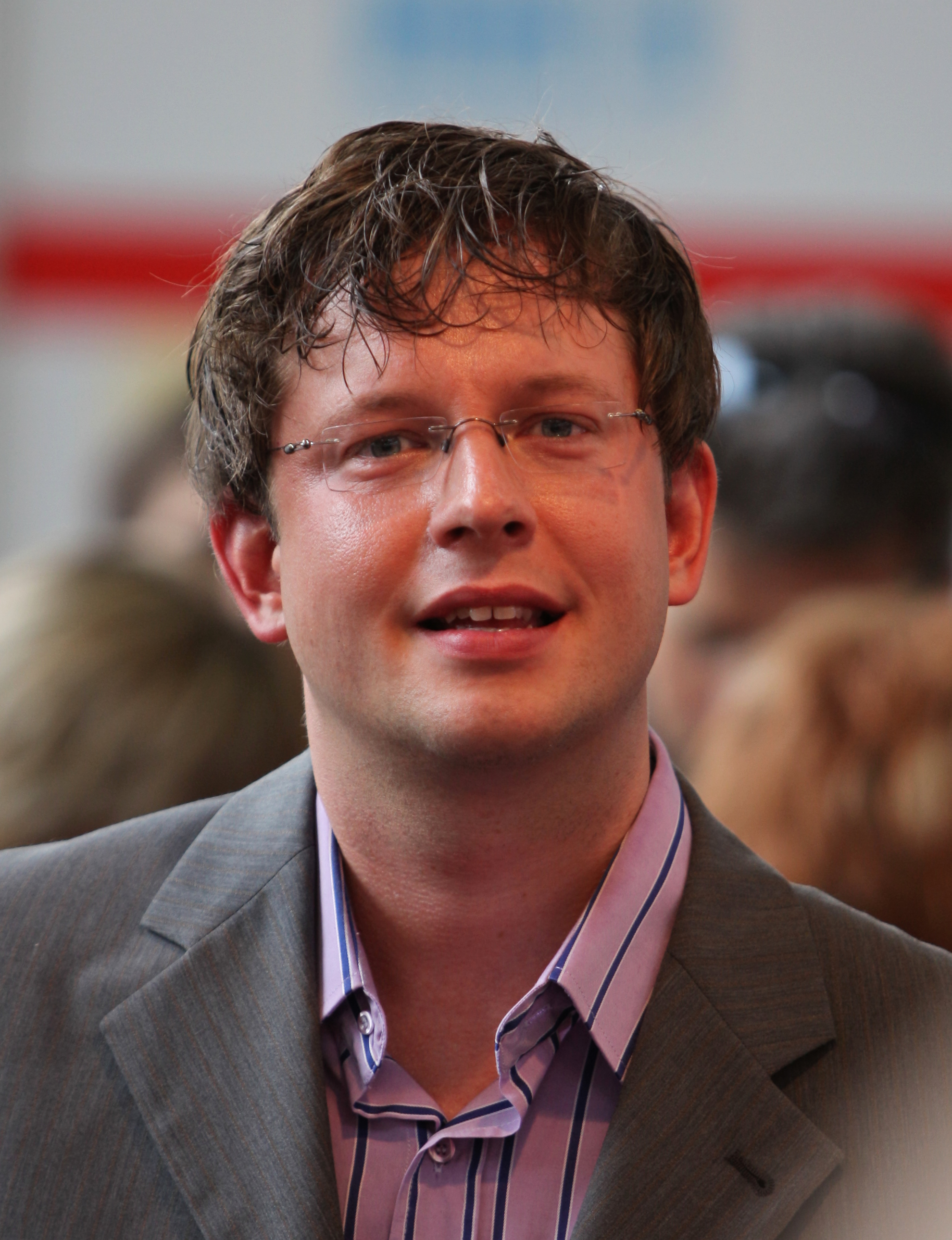
Aleš Cibulka, 2009

Aleš Cibulka (* 25. März 1977 in Sokolov) ist ein tschechischer Fernseh- und Radiomoderator und Publizist.

## Leben und Wirken
Cibulka begann nach dem Schulbesuch 1992 seine Karriere als Radiomoderator beim Privatradiosender Diana in Karlovy Vary. Zwei Jahre lang arbeitete er bei Nova Television, wo er die Sendung „Snídaně s Novou“ moderierte.
1998, nach Beendigung seines Studium an der Schauspielschule, wurde er Mitarbeiter und später fester Angestellter des Tschechischen Fernsehens, wo er die Sendung "Dobré ráno s ČT" moderierte. Ferner moderierte er u. a. zusammen mit seiner Kollegin Magda Reifová für das Tschechische Fernsehen "Baťoh", einen Geografiewettbewerb für Kinder, und zusammen mit Ivana Andrlová und Zbyšek Pantůček eine Sendung über die tschechische Sprache.

## Publikationen (Auswahl)
- Nataša Gollová – život tropí hlouposti, 2002  ISBN 80-86631-00-1
- Nataša Gollová 2 – Černobílé vzpomínání, 2003  ISBN 80-86631-07-9
- Zdenka Sulanová – utajená hvězda, 2005  ISBN 80-86631-31-1
- O češtině 3, 2010  ISBN 978-80-7404-044-3